# 鄭尚進

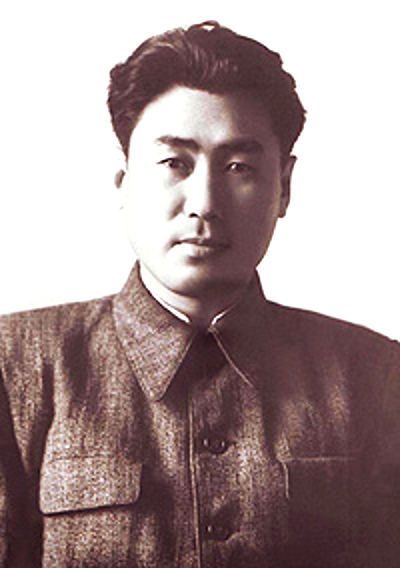
1947年撮影

鄭 尚進（チョン・サンジン、정상진、1918年5月5日 - 2013年6月15日）は、ソビエト連邦の軍人、朝鮮民主主義人民共和国の政治家。ロシア名はユーリー・ダニーロヴィッチ・テン（Юрий Данилович Тен）。

## 人物
1918年、沿海州に生まれる。ウラジオストクにあった朝鮮師範学校在学中にカザフ共和国の砂漠地帯に強制移住させられる。朝鮮人コルホーズで厳しい生活を送った。カザフスタンクズロルダ地域で教師として生活。独ソ戦が勃発すると、在ソ朝鮮人の若者は赤軍に入隊してドイツと戦うことでソ連への忠誠を示し、敵性民族の汚名をそそごうとした。鄭も1942年8月に志願書を提出したが、何の処置も取られず放置されていた。1945年3月に突如徴兵され、4か月の厳しい訓練を受けて、ソ連海軍太平洋艦隊陸戦隊に配属された。
ソ連対日参戦時には雄基、羅津、清津の上陸作戦に参加した。清津から帰還して3日休息した後に太平洋艦隊元山海軍基地に配属された。1945年9月19日、元山に上陸してきた金日成らを出迎えた。1946年に人民委員会教育部長。同年秋に元山で発行された詩集である凝香の編集委員であり、鄭律というペンネームで詩も書いていた。金日成総合大学が設立されるとロシア文学部部長。
朝鮮戦争勃発時は朝鮮人民軍総参謀部兵器総局副局長。1952年、文化宣伝省第一副相。しかし、後に洪命熹や崔承喜など越北文化人を庇護したという名目で追放された。追放後はカザフ共和国の首都アルマアタで高麗人向け新聞の編集者となり、晩年にはたびたび大韓民国を訪問して民主平和統一諮問会議の顧問を務めた。

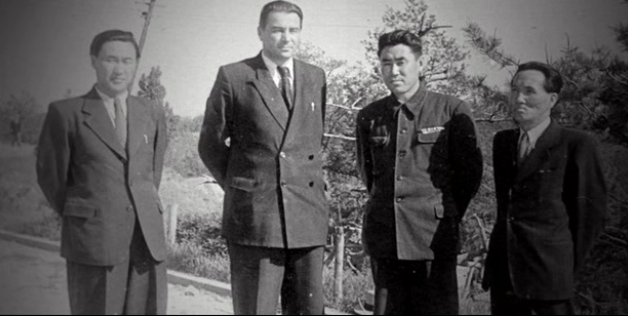
文化宣伝省第一副相在任時代（1955年）

## 勲章
- 赤旗勲章 - 1945年
- 朝鮮祖国解放記章（ロシア語版） - 1947年
- 対日本戦勝記章（ロシア語版） - 1956年1月28日
- 祖国戦争勲章 - 1985年
- 名誉勲章 - 1988年